# Ié-ié
El ié-ié és un estil de música pop popularitzat a França, Espanya i Llatinoamèrica a la dècada dels anys 1960. A Europa va acostumar a estar representat per noies joves amb un productor artístic a l'ombra i amb cançons influenciades pel soul, el rhythm & blues i el pop, i als EUA, pels anomenats girls groups ("grups de noies"), com ara The Ronettes, The Shirelles o The Shangri-Las.
El moviment ié-ié té l'origen en el programa de ràdio “Salut les Copains” (“Hola, companys”), creat per Lucien Morisse i presentat per Daniel Philipacci, que es va estrenar el desembre del 1959. El programa va resultar tot un èxit immediatament, i una de les seves seccions, “Le Chouchou de la Semaine” (“L'ullet dret de la setmana”), es va convertir, de fet, en el punt de partida cap a una carrera d'èxit per a molts ié-iés. Totes les cançons presentades com a "chouchous" anaven directament als primers llocs de les llistes. El fenomen “Salut les Copains” va continuar amb la publicació d'una revista del mateix títol, que va aparèixer per primer cop a França l'any 1962. Aquesta revista es va publicar més tard a Alemanya, Espanya i Itàlia, amb un èxit semblant.